# Володарський міст
Володарський міст є другим мостом через Неву у Санкт-Петербурзі, якщо йти за течією річки.
Міст названий на честь В.Володарського (1891—1918 рр.), російського революційного діяча, вбитого бл. місця побудови мосту.
Міст, побудований в 1936 році, замінений на міст побудови 1986—1993 роках.

## Міст 1936 року
Побудований і відкритий у 1936 році поблизу порцелянового заводу. Складався з розвідного мосту посередині річки Неви, і по одному великому прогону з боків. Головними архітекторами моста стали Г. П. Передерій, О. С. Нікольський і К. М. Дмітрієв. Офіційне відкриття мосту відбулось 7 листопада 1939 року[уточнити]. Мостом проходила трамвайна лінія, на нього покладалися великі надії і завдання. Це давало можливість жителям теперішнього Красноградського району добиратись в основну частину міста. Володарський міст призначений для руху автомобілів і пішоходів. Пішохідна частина відділена від проїзної частини балюстрадами, що запобігає нещасним випадкам і оберігає пішоходів, які переходять через міст. Конструкція мосту дозволяє розводити його при необхідності проходження суден по Неві. Розведення здійснюється кожної ночі в період судноплавної навігації з квітня по жовтень місяць.
Цей міст був однією з перших конструкцій радянського часу [уточнити] і в ньому використано низку новин для будівництва мостів. Для перекриття бокових 101-метрових прогонів Г. П. Передерій застосував гнучкі залізобетонні арки із жорсткою затяжкою. Вперше у практиці конструювання залізобетонних арочних ферм була застосована трубчаста арматура — металічні труби, попередньо заповнені бетоном. Цей розвідний міст складався із двох крил, задля їх урівноваження при підніманні Г. П. Передерій використав жорстко скріплені противаги, які опускалися у спеціальні кринички у тілах річкових биків. Обидві залізобетонні опори з гранітним облицюванням були поставлені на кесонні основи, а берегові устої — на сваї.
Урочисте відкриття мосту відбулося напередодні 19-ї річниці більшовицького жовтневого перевороту — 6.11.1936 року[уточнити]. Довжина мосту без під'їздів — 332 м, ширина — 24,3-27,4 м, довжина розвідного прогону — 43,6 м. Маса крила розвідного прогону — 385 т., маса противаг — 400 т.
Зараз міст витримує колосальне транспортне навантаження, адже в останні роки кількість транспорту зросла. Сьогодні Володарський міст є невід'ємною частиною інфраструктури Південного і Східного Петербургу. Навантаження на Володарський міст скоротилося тільки із введенням до ладу у 2005 році нового Вантового мосту. Пропонувалось перейменувати його на Російський, але цього не було зроблено.